# Iakov Oksner
Iakov Oksner (a publicat și sub pseudonimul Жак Нуaр, transliterat Jacques Noir; în rusă Яков Окснер; n. 1888, gubernia Basarabia, Imperiul Rus – d. 1941, Chișinău, RSS Moldovenească, URSS) a fost un evreu basarabean, poet-satirist, foiletonist și autor de poezii pentru copii rus.

## Biografie
S-a născut în târgul Fălești din județul Bălți, Basarabia (Imperiul Rus). A crescut la Bălți și Chișinău, tatăl său, Vigder Herș-Srul Oksner (1845—?) era, de asemenea, originar din Fălești.
În 1907, la Chișinău, s-a căsătorit cu Sofia Seegal (n. 1887, Chișinău–?). În 1910 s-a stabilit la Odesa, unde până atunci locuia familia soției sale. Și-a început cariera literară la Chișinău, unde în anii 1905-1909 a colaborat în ziarul Бессарабская жизнь („Viața basarabeană”). La Odesa a fost publicat în „Satirikon” (1916-1917), „Ogoniok” și „Epoca”.
După revoluție rusă, s-a întors la Chișinău, unde a lucrat pentru ziarul Новое слово („Cuvântul nou”). În 1922 s-a mutat la Berlin, unde a publicat în Голосе эмигранта („Vocea emigrantului”), de asemenea, a publicat colecțiile de poezii Сквозь дымчатые стекла („Prin sticle fumurii”, 1922), Картонный паяц („Clovn de carton”, 1923), Лицом к Берлину („Cu fața spre Berlin”, 1924), Прищуренный глаз („Ochiul stricat”, 1925), На сквозняке („Într-un curent”, 1927), de asemenea, patru colecții de poezie pentru copii. A fost membru al cercului literar și artistic emigrant rus, organizat de Vladimir Klopotovski și Igor Severianin.
A fost publicat în ziarele Ruhl (Berlin), Сегодня („Astăzi”, Riga), Народная мысль („Gândul poporului”, ziar al evreilor din Riga), Время („Timpul”), Эхо („Ecoul”, Kaunas), alte ediții. A fost membru al grupului „Cabaret al comedianților ruși” din Berlin (1931), împreună cu Vladimir Despotuli, Iuri Ofrosimov și Victor Glickman.
În ianuarie 1936 s-a mutat la București, unde a colaborat cu ziarul „Discursul nostru”. În 1940, odată cu ocuparea Basarabiei de către URSS, s-a întors la Chișinău. A murit în ghetoul din Chișinău.